# Dicyphus epilobii
Dicyphus epilobii är en insektsart som först beskrevs av Reuter 1883.  Dicyphus epilobii ingår i släktet Dicyphus, och familjen ängsskinnbaggar. Arten är reproducerande i Sverige.

## Bildgalleri

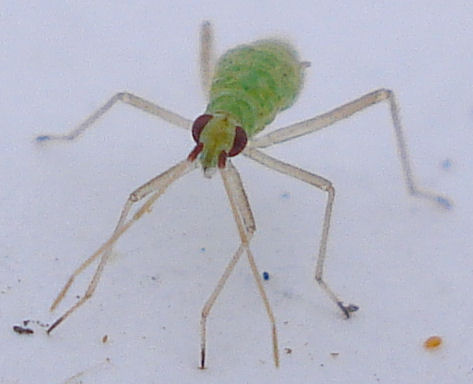
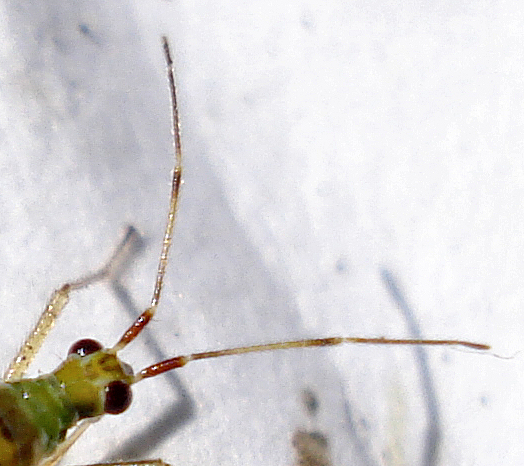